# 横山光輝 三国志 (ゲーム)
『横山光輝 三国志』（よこやまみつてる さんごくし）は、エンジェルから発売されたスーパーファミコン用ゲームソフト、およびシリーズ作品名。
小説『三国志演義』を題材にした歴史シミュレーションゲームである。同名のテレビアニメ『横山光輝 三国志』とタイアップしており、武将の顔グラフィックはアニメ版に準じたものになっている。
本項では、第2作である『横山光輝 三国志2』についても述べる。

## 横山光輝 三国志
『横山光輝 三国志』は、1992年6月26日にエンジェルから発売されたスーパーファミコン用歴史シミュレーションゲーム。

### ゲームシステム
本作は、月によって3つのフェイズに分かれている。これらのフェイズを繰り返し、最終的に中国全土を統一することを目指す。原作に登場しない司馬炎が追加されているが、他に三国時代後期の武将はほとんど登場しないため、元服が215年と、史実の生年（236年）より大幅に早くなっている。
政略フェイズ（1月、4月、7月、10月）
開発や治水など、領地の統治を行うフェイズ。
軍略フェイズ（2月、5月、8月、11月）
策略や徴兵など、軍事に関することを行うフェイズ。
行軍フェイズ（3月、6月、9月、12月）
他都市への侵攻や都市の防衛など、戦闘を行うフェイズ。

### シナリオ

#### 群雄割拠（189年）
後漢末期、黄巾の乱によって中国全土が乱れ、群雄割拠の様相を呈してきた時期。
- 選択可能君主
  - 袁紹 - 曹操 - 孫堅 - 董卓 - 劉備 - 馬騰
- その他の君主
  - 劉表 - 袁術 - 公孫瓚 - 劉焉 - 張魯 - 王朗 - 孔融 - 陶謙

#### 三国鼎立（219年）
劉備が蜀を手に入れ三国鼎立が成立した後、荊州をめぐる情勢が緊迫してきた時期。
- 選択可能君主
  - 曹操 - 孫権 - 劉備

## 横山光輝 三国志2
『横山光輝 三国志2』は、1993年12月29日にエンジェルから発売されたスーパーファミコン用歴史シミュレーションゲーム。

### ゲームシステム（2）
前作と異なり、月によるフェイズの区別はない。戦闘システムは戦闘の規模に応じて三段階に分かれており、前作と比べて大幅に変更が加えられている。

### シナリオ（2）

#### 桃園の誓い（189年）
前作の「群雄割拠」の時期に相当。
- 選択可能君主
  - 劉備 - 曹操 - 董卓 - 袁紹 - 孫堅 - 馬騰 - 劉表 - 袁術
- その他の君主
  - 公孫瓚 - 劉焉 - 張魯 - 王朗 - 孔融 - 陶謙

#### 群雄割拠（200年）
董卓が討たれた後、中原の覇権をめぐり各地の群雄の間で争いが激化してきた時期。
- 選択可能君主
  - 劉備 - 曹操 - 孫権 - 袁紹 - 馬騰 - 劉表
- その他の君主
  - 李傕 - 劉璋 - 張魯

#### 三国時代（215年）
劉備が蜀を手に入れ、三国鼎立が成立した後の時期。
- 選択可能君主
  - 劉備 - 曹操 - 孫権
- その他の君主
  - 張魯

## 参考書籍
- 『スーパーファミコン パーフェクトカタログ』前田尋之 監修、ジーウォーク〈G-MOOK〉、2019年8月28日。ISBN 978-4-86-297913-1。